# Parque nacional de Bazaruto
El Parque nacional de Bazaruto es un área protegida en la provincia de Inhambane parte del país africano de Mozambique, específicamente en el archipiélago de Bazaruto. El parque fue proclamado el 25 de mayo de 1971 cuando el territorio estaba bajo dominio de Portugal. Esta frente a la costa de los distritos de Vilanculos e Inhassoro,  abarcando una gran extensión de océano y seis islas.
El parque fue creado para proteger a las tortugas marinas y sus hábitats. La flora de las islas y la fauna, los arrecifes de coral y las aves marinas también fueron incluidos bajo esta protección. [1] La isla más grande es la isla de Bazaruto siendo otras islas importantes las de Benguerra, Margaruque, Santa Carolina (Isla Paraíso) y Banque.